# Lodewijk Gerard Greeve
Lodewijk Gerard Greeve (Utrecht, 29 december 1822 – Den Haag, 1 oktober 1889) was een Nederlands advocaat, rechter en politicus voor de Liberale Unie.

## Levensloop
Lodewijk Greeve werd geboren als een zoon van de chirurg Gerard Greeve en Amelia Louisa van der Leeuwen. Hij studeerde Romeins en hedendaags recht aan de Universiteit Leiden. Hij begon zijn carrière als advocaat. Daarna was hij griffier bij de kantonrechtbank te Loenen. Van 15 juni 1854 tot 18 oktober 1862 was Greeve kantonrechter te Schiedam. Van 1857 tot 1862 was hij werkzaam als lid van de gemeenteraad van Schiedam en van 1869 tot 1871 was hij lid van de gemeenteraad van Rotterdam. Daarna was hij kantonrechter te Den Haag. Van 14 juli 1886 tot 1 oktober 1889 functioneerde hij als lid van de Tweede Kamer der Staten-Generaal. In de Tweede Kamer der Staten-Generaal hield hij zich voornamelijk bezig met justitie en onderwijs.
Op 12 juli 1855 te Utrecht trouwde Greeve met Henriëtta Jacoba van Veeren.